# نهر كوريماتو
نهر كوريماتو هو نهر بارايبا و ولايات ريو غراندي دو نورتي غرب البرازيل.